# Lobu Huala
Lobu Huala is een bestuurslaag in het regentschap Labuhan Batu Utara van de provincie Noord-Sumatra, Indonesië. Lobu Huala telt 1923 inwoners (volkstelling 2010).